# Święcko
Święcko (niem. Schwenz, cz. Světsko) – wieś w Polsce położona w województwie dolnośląskim, w powiecie kłodzkim, w gminie Kłodzko.
| SIMC    | Nazwa   | Rodzaj     |
| ------- | ------- | ---------- |
| 0853079 | Huberek | przysiółek |
| 1063971 | Pagórek | przysiółek |

## Położenie
Święcko to niewielka wieś leżąca na granicy Obniżenia Bożkowa, Garbu Golińca i Doliny Ścinawki, na wysokości 340–350 m n.p.m.

## Podział administracyjny
W latach 1975–1998 miejscowość administracyjnie należała do województwa wałbrzyskiego.

## Historia
Początki osadnictwa na tym terenie sięgają neolitu, wykopano tutaj kamienną siekierkę sprzed 4000 lat. Pierwsza wzmianka o miejscowości pochodzi z połowy XIII wieku. Od średniowiecza do 1945 roku utrzymał się podział na dwa majątki, właścicielem jednej części była rodzina von Magnis. W 1843 roku we wsi było 61 domów, kaplica, 3 folwarki, 3 wapienniki, browar, gorzelnia i bielnik. Po 1945 roku Święcko pozostało niewielką wsią rolniczą.

## Zabytki
W Święcku znajdują się następujące zabytki:
- dwór - zbudowany został na planie czworoboku. Posiada dwie kondygnacje. Obecnie jest budynkiem mieszkalnym[8].
- budynek nr 18, obecnie świetlica[7],
- kościół św. Floriana w Święcku, filialny z 1794 roku, z wyposażeniem pochodzącym z XIX i XX wieku[6]. Przed kościołem stoi rzeźba przedstawiająca Ukrzyżowanie z nietypowym przedstawieniem węża wspinającego się po krzyżu[6]. Na cokole rzeźby jest relief z wizerunkiem patrona świątyni[6].
- drewniany żuraw studzienny stojący w jednym z gospodarstw[1].

## Galeria

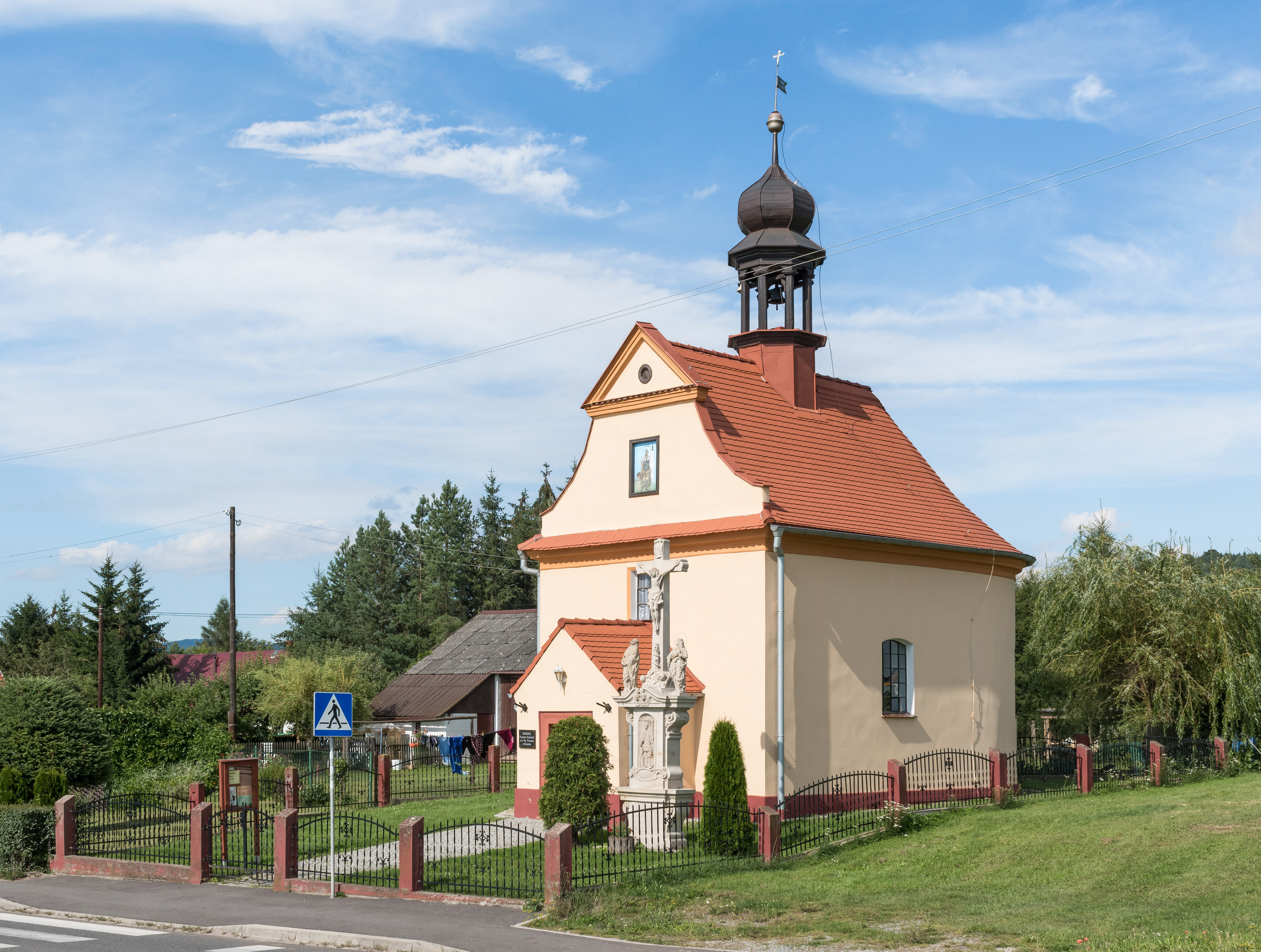
Kościół św. Floriana w Święcku
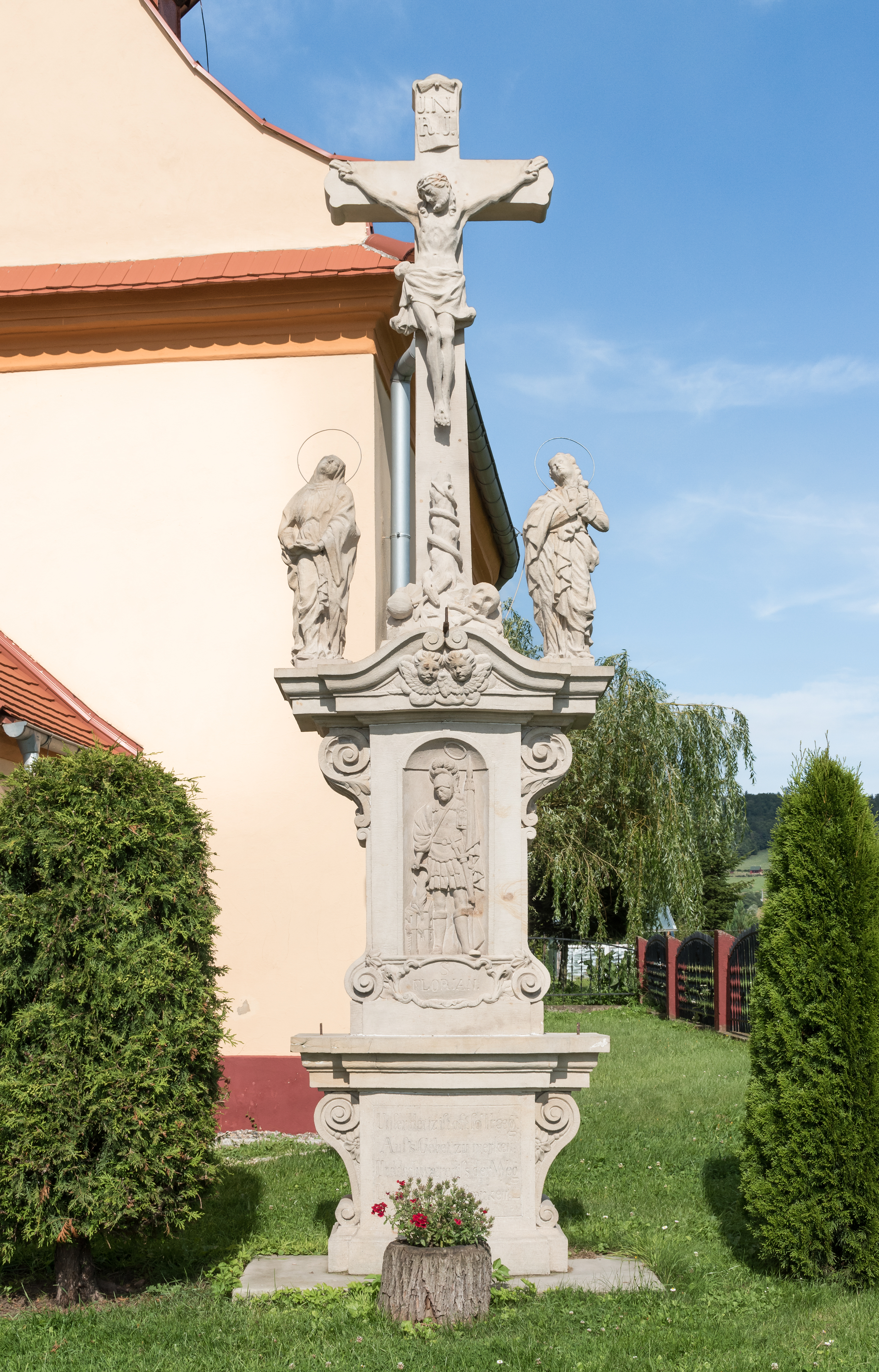
Grupa Ukrzyżowania przy kościele
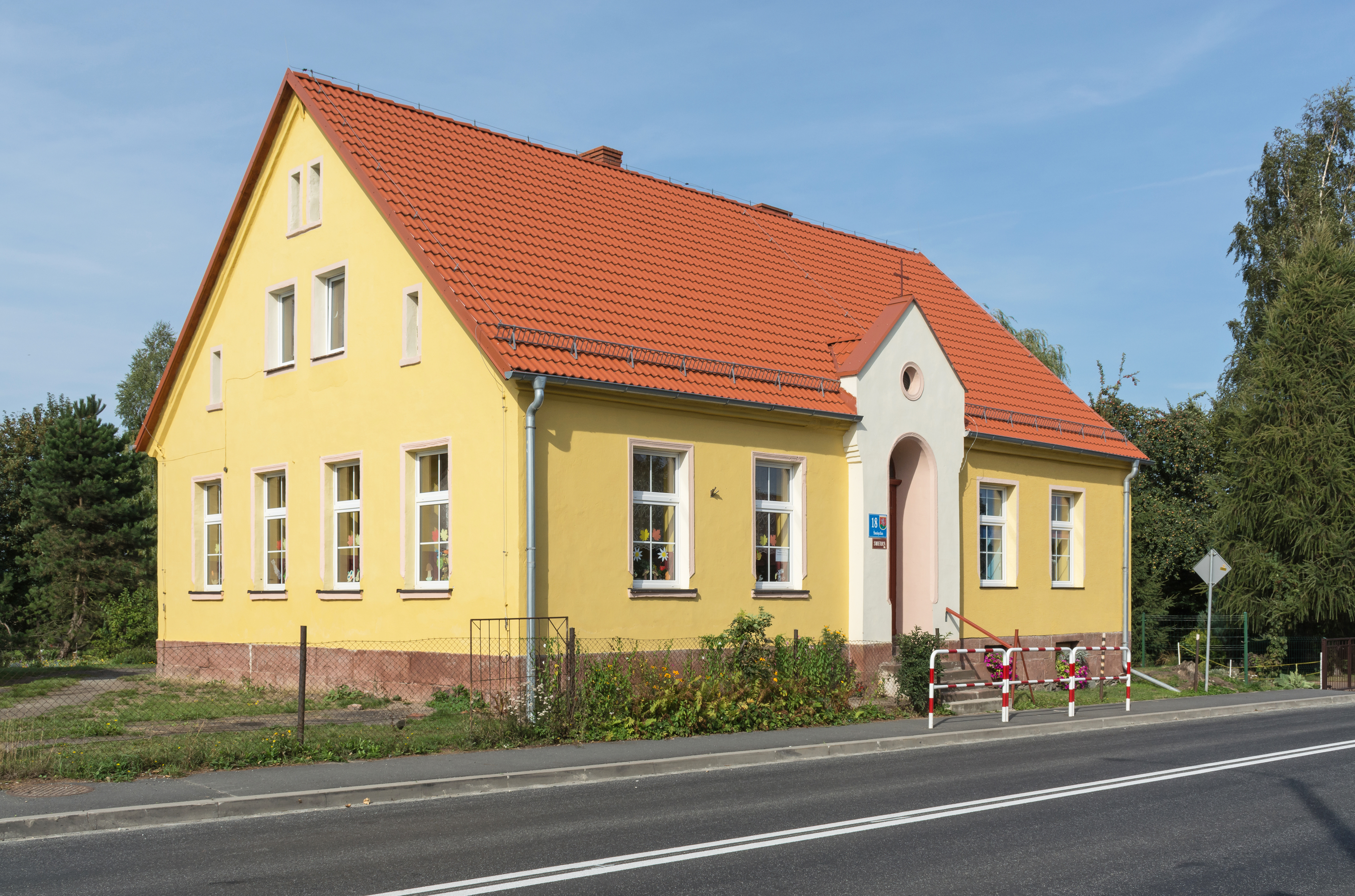
Zabytkowa świetlica